# Liste des épisodes de Bones
La liste des épisodes de Bones, série télévisée américaine, est constituée de 246  épisodes.

## Première saison (2005-2006)
Composée de vingt-deux épisodes, la première saison a été diffusée du 13 septembre 2005 au 17 mai 2006 sur FOX, aux États-Unis.
1. La vérité n'a pas de prix (Pilot)
2. Faux Frère (The Man in the S.U.V.)
3. Un homme bien (A Boy in a Tree)
4. Dans la peau de l'ours (The Man in the Bear)
5. Innocence perdue (A Boy in a Bush)
6. La Momie (The Man in the Wall)
7. L'Ombre d'un doute (A Man on Death Row)
8. Jeux dangereux (The Girl in the Fridge)
9. Joyeux Noël ! (The Man in the Fallout Shelter)
10. Beauté fatale (The Woman At the Airport)
11. Témoin gênant (The Woman in the Car)
12. Citizen 14 (The Superhero in the Alley)
13. Le Poids d'une promesse (The Woman in the Garden)
14. En quête de preuves (The Man on the Fairway)
15. Pris pour cible (Two Bodies in the Lab)
16. Chasse au trésor (The Woman in the Tunnel)
17. Face au désert (The Skull In the Desert)
18. La Malédiction du pirate (The Man With the Bone)
19. La Secte rouge (The Man in the Morgue)
20. Os trouble (The Graft in the Girl)
21. Morts au combat (The Soldier on the Grave)
22. Passé composé (The Woman in Limbo)

## Deuxième saison (2006-2007)
Le 24 mars 2006, la série a été renouvelée pour une deuxième saison de vingt et un épisodes. Elle a été diffusée du 30 août 2006 au 16 mai 2007 sur Fox, aux États-Unis.
1. Le Choc des titans (The Titan on the Tracks)
2. La Place du père (Mother and Child in the Bay)
3. Roméo et Juliette (The Boy in the Shroud)
4. Tuer n’est pas jouer (The Blonde in the Game)
5. Les Femmes de sa vie (The Truth in the Lye)
6. Immunité (The Girl in Suite 2103)
7. Reine de beauté (The Girl With the Curl)
8. La Chance du débutant (The Woman in the Sand)
9. Le Fossoyeur (Aliens in a Spaceship)
10. La Sorcière sans tête (The Headless Witch in the Woods)
11. L’Épouvantail (Judas on a Pole)
12. Fin de partie (The Man in the Cell)
13. Les Nerfs à vif (The Girl in the Gator)
14. Rien ne va plus (The Man in the Mansion)
15. Roman meurtrier (Bodies in the Book)
16. Histoire d’os (The Boneless Bride in the River)
17. L’enfer est pavé de bonnes intentions (The Priest in the Churchyard)
18. Mon père, le criminel (The Killer in the Concrete)
19. Perdu dans l’espace (Spaceman in a Crater)
20. La Recette du bonheur (Glowing Bones in the Old Stone House)
21. Par amour (Stargazer in a Puddle)

## Troisième saison (2007-2008)
Le 16 février 2007, la série a été renouvelée pour une troisième saison de quinze épisodes. Elle a été diffusée du 25 septembre 2007 au 19 mai 2008 sur Fox, aux États-Unis.
1. Illuminati (The Widow's Son in the Windshield)
2. La Relève (Soccer Mom in the Mini-Van)
3. Monsieur Ed (Death in the Saddle)
4. Partenaires (The Secret in the Soil)
5. Super héros (Mummy in the Maze)
6. Un meurtrier parmi nous (Intern in the Incinerator)
7. Retour vers le futur (Boy in the Time Capsule)
8. Gormogon (The Knight on the Grid)
9. La Magie de Noël (The Santa in the Slush)
10. À toute vitesse (The Man in the Mud)
11. L'Esprit d'équipe (Player Under Pressure)
12. Lorsque l'enfant paraît… (The Baby in the Bough)
13. La Raison et le Cœur (The Verdict in the Story)
14. Mélodie pour un meurtre (The Wannabe in the Weeds)
15. L’Apprenti (The Pain in the Heart)

## Quatrième saison (2008-2009)
Elle a été diffusée du 3 septembre 2008 au 14 mai 2009 sur Fox, aux États-Unis.
1. Au service de sa majesté, première partie (Yanks in the U.K: Part 1)
2. Au service de sa majesté, deuxième partie (Yanks in the U.K: Part 2)
3. Les Hommes de sa vie (Man in the Outhouse)
4. Un après-midi de chien (The Finger in the Nest)
5. T.O.C (The Perfect Pieces in the Purple Pond)
6. La Reine des abeilles (The Crank in the Shaft)
7. Elle est lui (The He in the She)
8. Art en scène (The Skull in the Sculpture)
9. Mon frère (The Con Man in the Meth Lab)
10. Le Passager 3-B (The Passenger in the Oven)
11. La Bonne Éducation (The Bone That Blew)
12. Quel cirque ! (Double Trouble in the Panhandle)
13. Le Feu sous la glace (Fire in the Ice)
14. La Chute des héros (The Hero in the Hold)
15. Le Chevalier noir (The Princess and the Pear)
16. Une affaire de famille (The Bones That Foam)
17. La Femme de Loth (The Salt in the Wounds)
18. Retour vers le passé (The Doctor in the Den)
19. Publier ou Périr (The Science in the Physicist)
20. L'amour a ses raisons… (The Cinderella in the Cardboard)
21. L'Aigle de sang (Mayhem on a Cross)
22. Qui a tué ce cher Hank ? (The Double Death of the Dearly Departed)
23. La Vérité masquée (The Girl in the Mask)
24. Émancipation (The Beaver in the Otter)
25. Baby blues (The Critic in the Cabernet)
26. De l'électricité dans l'air (The End in the Beginning)

## Cinquième saison (2009-2010)
Le 16 mai 2009, la série a été renouvelée pour une cinquième saison de vingt-deux épisodes. Elle a été diffusée du 17 septembre 2009 au 20 mai 2010 sur Fox, aux États-Unis.
1. Les Messagers (Harbingers in the Fountain)
2. Les diamants sont éternels (The Bond in the Boot)
3. Le Jeune Prodige (The Plain in the Prodigy)
4. Un bon voisin (The Beautiful Day in the Neighborhood)
5. Anok (A Night at the Bones Museum)
6. Chair de poule (The Tough Man in the Tender Chicken)
7. Iron Leprechaun (The Dwarf in the Dirt)
8. Combustion spontanée (The Foot in the Foreclosure)
9. L'Écran de la mort (The Gamer in the Grease)
10. Noël en famille (The Goop on the Girl)
11. X-Files (The X in the File)
12. Secret d'État (The Proof in the Pudding)
13. Apparences trompeuses (The Dentist in the Ditch)
14. Les Cornes du Diable (The Devil in the Details)
15. Séisme (The Bones on the Blue Line)
16. Première Enquête (The Parts in the Sum of the Whole)
17. Le Boucher de Burtonville (The Death of the Queen Bee)
18. L'Océan de la vie (The Predator in the Pool)
19. Rock'n'Roll turpitudes (The Rocker in the Rinse Cycle)
20. Le Cercle de Moonwick (The Witch in the Wardrobe)
21. Le Procès (The Boy With the Answer)
22. La Fuite en avant (The Beginning in the End)

## Sixième saison (2010-2011)
Elle a été diffusée du 23 septembre 2010 au 19 mai 2011 sur Fox, aux États-Unis.
1. Un pour tous… (The Mastodon in the Room)
2. Les Nouveaux Amants (The Couple in the Cave)
3. Guido on the Rocks (The Maggots in the Meathead)
4. Scientifique tous publics (The Body in the Bounty)
5. Pas d’honneur entre voleurs (The Bones that Weren't)
6. La Dernière Traversée (The Shallow in the Deep)
7. Chocolat Show (The Babe in the Bar)
8. Jalousies (The Twisted Bones in the Melted Truck)
9. Le Monde à l’envers (The Doctor in the Photo)
10. Sans contrefaçon (The Body in the Bag)
11. Justice divine (The Bullet in the Brain)
12. Femmes sœurs (The Sin in the Sisterhood)
13. La Valse des sentiments (The Daredevil in the Mold)
14. Le Massacre de la Saint-Valentin (The Bikini in the Soup)
15. Redresseur de torts (The Killer in the Crosshairs)
16. En pleine tempête (The Blackout in the Blizzard)
17. L’Herbe sous le pied (The Feet on the Beach)
18. Le Chupacabra (The Truth in the Myth)
19. La Voix du ciel (The Finder)
20. L’Honnêteté radicale (The Pinocchio in the Planter)
21. Un cri dans le silence (The Sign in the Silence)
22. Duel (The Hole in the Heart)
23. Tous pour un (The Change in the Game)

## Septième saison (2011-2012)
Le 3 mai 2011, la série a été renouvelée pour une septième saison de treize épisodes. Elle a été diffusée du 3 novembre 2011 au 14 mai 2012 sur Fox, aux États-Unis.
1. Une vie rêvée (The Memories in the Shallow Grave)
2. Les Gloutons de l'extrême (The Hot Dog in the Competition)
3. Qui a tué le prince charmant ? (The Prince in the Plastic)
4. Lettres mortes (The Male in the Mail)
5. Chasseurs de tornades (The Twist in the Twister)
6. Code assassin (The Crack in the Code)
7. Une part de mystère (The Prisoner in the Pipe)
8. La Diva des affaires (The Bump in the Road)
9. Tiré par les cheveux (The Don't in the Do)
10. Karaté Kid (The Warrior in the Wuss)
11. La Guerre des Mobley-Babcock (The Family in the Feud)
12. Pas du cinéma ! (The Suit on the Set)
13. Pris au piège (The Past in the Present)

## Huitième saison (2012-2013)
Le 29 mars 2012, la série a été renouvelée pour une huitième saison de vingt-quatre épisodes. Elle a été diffusée du 17 septembre 2012 au 29 avril 2013 sur Fox, aux États-Unis. Les quatre épisodes supplémentaires commandés par la Fox pour la saison précédente ont été diffusés lors de la huitième saison.
1. Les Fleurs du mal (The Future in the Past)
2. À plume et à sang (The Partners in the Divorce)
3. Le Mauvais Jumeau (The Gunk in the Garage)
4. Comme un tigre (The Tiger in the Tale)
5. Crime d'antan (Method to the Madness)
6. Patriote (The Patriot in the Purgatory)
7. Le Nettoyeur (The Bod in the Pod)
8. La Flèche de l'humour (The But in the Joke)
9. Le Fantôme de Colin (The Ghost in the Machine)
10. Pas de deux (The Diamond in the Rough)
11. L'Archéologue et la Grande Découverte (The Archaeologist in the Cocoon)
12. De corporis fabrica (The Corpse on the Canopy)
13. Les Passages verts (The Twist in the Plot)
14. Les Derby Dolls (The Doll in the Derby)
15. Invisible (The Shot in the Dark)
16. Petit Meurtre entre amis (The Friend in Need)
17. Voyager dans le temps (The Fact in the Fiction)
18. Les Enfants soldats (The Survivor in the Soap)
19. La Fin du monde (The Doom in the Gloom)
20. Pour une poignée de diamants (The Blood from the Stones)
21. Le Tribunal des citoyens (The Maiden in the Mushrooms)
22. Le Fils de la mariée (The Party in the Pants)
23. Virus (The Pathos in the Pathogens)
24. Le Maître du jeu (The Secret in the Siege)

## Neuvième saison (2013-2014)
Le 8 janvier 2013, la série a été renouvelée pour une neuvième saison de vingt-quatre épisodes. Elle a été diffusée du 16 septembre 2013 (puis a été déplacée au vendredi soir à partir du 8 novembre 2013) au 19 mai 2014 sur Fox, aux États-Unis.
1. Une confiance aveugle (The Secrets in the Proposal)
2. Thérapie de couple (The Cheat in the Retreat)
3. Guerre de gang (El Carnicero en el Coche)
4. Le Supplice de Prométhée (The Sense in the Sacrifice)
5. Une liste de rêves (The Lady on the List)
6. La Dame en blanc (The Woman in White)
7. Lune de miel (The Nazi on the Honeymoon)
8. Le Don de la vie (The Dude in the Dam)
9. Culpabilité (The Fury in the Jury)
10. Mis en boîte (The Mystery in the Meat)
11. Une équation parfaite (The Spark in the Park)
12. Obsession (The Ghost in the Killer)
13. Une star inconnue (Big in the Philippines)
14. Échec et Mat (The Master in the Slop)
15. Enfants gâtés (Heiress in the Hill)
16. Au nom de la liberté (The Source in the Sludge)
17. Mauvaise Conduite (The Repo Man in the Septic Tank)
18. La Carotte (The Carrot in the Kudzu)
19. Le Calice de l'assassin (The Turn in the Urn)
20. Sauvé par le bong (The High in the Low)
21. Jeter un froid (The Cold in the Case)
22. Jusqu'au bout des ongles (The Nail in the Coffin)
23. Le Dernier Plongeon (The Drama in the Queen)
24. La Conspiration, première partie (The Recluse in the Recliner)

## Dixième saison (2014-2015)
Le 29 janvier 2014, la série a été renouvelée pour une dixième saison de vingt-deux épisodes. Elle a été diffusée du 25 septembre 2014 au 11 juin 2015 sur Fox, aux États-Unis.
1. La Conspiration, deuxième partie (The Conspiracy in the Corpse)
2. La Conspiration, troisième partie (The Lance to the Heart)
3. Deux nuances de Booth (The Purging of the Pundit)
4. Game over (The Geek in the Guck)
5. Retour de flamme (The Corpse at the Convention)
6. Par-delà la mort et l'enfer (The Lost Love in the Foreign Land)
7. Traders (The Money Maker On the Merry-Go-Round)
8. Le Seigneur des mots croisés (The Puzzler in the Pit)
9. Manipulation (The Mutilation of the Master Manipulator)
10. La femme qui en savait trop (The 200th in the 10th)
11. Esprit es-tu là ? (The Psychic in the Soup)
12. L'Égalité des chances (The Teacher in the Books)
13. Le Crime dans la peau (The Baker in the Bits)
14. Le Dernier Parcours (The Putter in the Rough)
15. Cercle infernal (The Eye in the Sky)
16. Chili sin carne (The Big Beef at the Royal Diner)
17. Trop jeune pour mourir (The Lost in the Found)
18. 48 heures chrono (The Verdict in the Victims)
19. Un thé à Téhéran (The Murder in the Middle East)
20. La Collectionneuse (The Woman in the Whirlpool)
21. Par bonté d'âme (The Life in the Light)
22. Ce n'est qu'un au revoir (The Next in the Last)

Source titres FR,

## Onzième saison (2015-2016)
Le 8 mai 2015, la série a été renouvelée pour une onzième saison de vingt-deux épisodes. Elle a été diffusée du 1er octobre 2015 au 21 juillet 2016 sur Fox, aux États-Unis.
1. Frères de sang, première partie (The Loyalty in the Lie)
2. Frères de sang, deuxième partie (The Brother in the Basement)
3. Trafic (The Donor in the Drink)
4. Un grand méchant coyote-loup (The Carpals in the Coy-Wolves)
5. Un étrange Halloween (The Resurrection in the Remains)
6. Politiquement incorrect (The Senator in the Street Sweeper)
7. Un tour de passe-passe (The Promise in the Palace)
8. Big Brother (High Treason in the Holiday Season)
9. Chapeau de cowboy et bottes de cuir (The Cowboy in the Contest)
10. Réactions en chaîne (The Doom in the Boom)
11. Défense de tuer (The Death in the Defense)
12. Un monde d'hommes (The Murder of the Meninist)
13. Le Monstre dans le placard (The Monster in the Closet)
14. Une seconde chance (The Last Shot at a Second Chance)
15. Le Nettoyeur nettoyé (The Fight in the Fixer)
16. Casser la voix (The Strike in the Chord)
17. Au service du Président (The Secret in the Service)
18. Enquête exclusive ! (The Movie in the Making)
19. Hockey corral (The Head in Abutment)
20. Mystère en Alaska (The Stiff in the Cliff)
21. Les Joyaux de la discorde (The Jewel in the Crown)
22. Le Pire Cauchemar (The Nightmare within the Nightmare)

## Douzième saison (2017)
Le 25 février 2016, la série a été renouvelée pour une douzième et dernière saison de douze épisodes. Elle a été diffusée du 3 janvier 2017 au 28 mars 2017 sur Fox, aux États-Unis.
1. L'Espoir et la Douleur (The Hope in the Horror)
2. Irma (The Brain in the Bot)
3. Rencontre du troisième âge (The New Tricks in the Old Dogs)
4. Le passé a un prix (The Price for the Past)
5. Cours très particuliers (The Tutor in the Tussle)
6. Envoyer du bois ! (The Flaw in the Saw)
7. Une histoire de vengeance (The Scare in the Score)
8. Vikings (The Grief and the Girl)
9. Les Fous du volant (The Steal in the Wheels)
10. Série Z (The Radioactive Panthers in the Party)
11. Le Jugement Dernier (The Day in the Life)
12. Tout finit par changer (The End in the End)